# ستيفن بيرنبوم
ستيفن بيرنبوم (بالإنجليزية: Steve Birnbaum)‏ (23 يناير 1991 الولايات المتحدة - ) هو لاعب كرة قدم أمريكي، يلعب كمدافع.

## وصلات خارجية
ستيفن بيرنبوم على موقع الدوري الأمريكي (الإنجليزية)
- ستيفن بيرنبوم على موقع قاعدة بيانات كرة القدم.إي يو (الإنجليزية)
- ستيفن بيرنبوم على موقع ناشيونال فوتبول تيمز (الإنجليزية)
- ستيفن بيرنبوم على موقع Soccerbase.com (لاعب) (الإنجليزية)
- ستيفن بيرنبوم على موقع Soccerway.com (الإنجليزية)
- ستيفن بيرنبوم على موقع عالم كرة القدم.نت (الإنجليزية)